# 김여기
김여기(金礪器, 1590년~1644년)는 조선의 무신이다.

## 생애
1620년에 무과에 급제했으며, 1627년에 정묘호란이 일어나자 철산에서 의병을 일으켰다. 이후 조선 조정으로부터 전공을 인정받아 당상계(堂上階)에 올르고 미곶진첨절제사(彌串鎭僉節制使)가 되었으며, 표리(表裏)를 하사 받았다.
1636년, 병자호란이 일어나자 청성진첨절제사(淸城鎭僉節制使)로서 웅골성에서 청나라군과 싸워 이기며 명나라 모문룡(毛文龍)의 추천으로 명나라로부터 유격(遊擊)에 임명되고 은패(銀牌)를 받았다.
이후 조선과 청나라의 사이가 진전되며 임경업이 명나라와 밀통한 사건에 중영장(中營將)으로 임경업(林慶業)의 휘하에 있었던 그도 연루되어 옥중에서 죽게 되었다. 1707년에 호조판서에 추증되고, 1736년에 철산에 정문이 세워졌으며, 철산의 충무사(忠武祠)에 제향되었다.